# Крук, Изабель
Изабель Крук (англ. Isabel Crook; 15 декабря 1915, Чэнду, Китайская Республика — 20 августа 2023, Пекин, Китай) — канадский антрополог, родившаяся в Китае; профессор Пекинского университета зарубежного регионоведения. Пострадала во время Культурной революции.

## Ранние годы
Изабель Крук родилась 15 декабря 1915 года в Чэнду, провинция Сычуань, в семье канадских миссионеров Гомера и Мюриэль Браун. Гомер Браун был деканом педагогического факультета Западно-Китайского союзного университета, а Мюриэль основала школы Монтессори в Китае и входила в совет YWCA (христианской организации молодых женщин). Когда Крук была молода, она заинтересовалась антропологией и многими этническими меньшинствами в Китае. В возрасте 23 лет Крук окончила Университет Торонто и начала проводить полевые исследования в уезде Ли, Аба-Тибетской и Цянской автономных префектурах, провинция Сычуань.

## Карьера, брак и Культурная революция
В начале 1940-х она встретила Дэвида Крука, убеждённого сталиниста, который работал на советскую разведку в Испании и Шанхае, и вышла за него замуж в 1942 году. В 1947 году Изабель и Дэвид Крук отправились в гостиницу «Тен-Майл» в посёлке Шидун провинции Хэбэй, чтобы наблюдать и изучать революционную земельную реформу. Шесть месяцев спустя они приняли приглашение лидеров КПК преподавать в недавно созданной школе иностранных дел, предшественнице нынешнего Пекинского университета зарубежного регионоведения. В качестве преподавателя Университета Крук заложила основы обучения иностранным языкам в Китае. 
Во время Культурной революции Дэвид Крук находился в заключении с 1967 по 1973 год в тюрьме Циньчэн, а Изабель Крук находилась в кампусе Пекинского университета зарубежного регионоведения. Несмотря на это, Изабель Крук заявила, что поняла и простила своих похитителей. Она оставила преподавание в 1981 году, сконцентрировавшись на своих антропологических исследованиях: так, изучение деревни в Сычуани, начатое ей с коллегами ещё в 1940-х, продолжилось в 1990-х и легло в основу книги 2013 года Prosperity's Predicament: Identity, Reform, and Resistance in Rural Wartime China. В июне 2019 года она стала почётным гражданином района Бишань города Чунцин.

## Личная жизнь и смерть
Изабель Крук была замужем за Дэвидом Круком, журналистом и членом Коммунистической партии Великобритании. У них было трое сыновей. Изабель умерла 20 августа 2023 года в Пекине в возрасте 107 лет.

## Труды

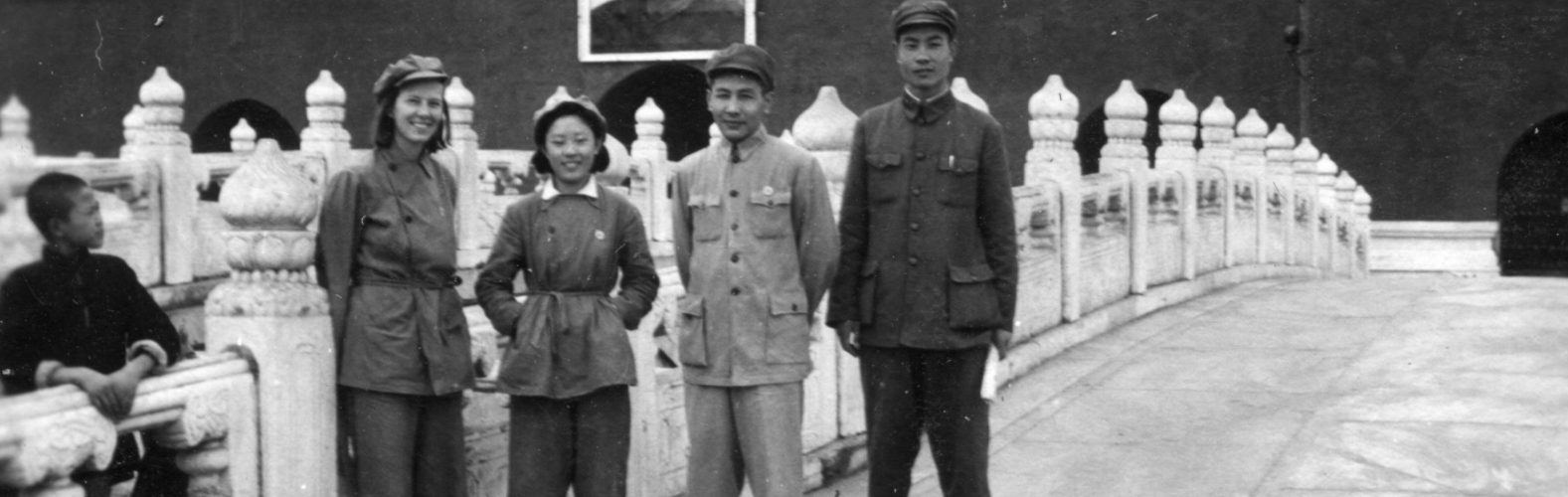
Изабель Крук (слева) с китайскими товарищами на площади Тяньаньмэнь (1949)

- Изабель Крук (слева) с китайскими товарищами на площади Тяньаньмэнь (1949)Xinglong Chang: Field Notes of a Village Called Prosperity 1940-1942 (兴隆场：抗战时期四川农民生活调查（1940-1942）)
- Revolution in a Chinese Village: Ten Mile Inn (十里店：中国一个村庄的革命)

## Награды
30 сентября 2019 года Изабель Крук была награждена орденом Дружбы председателем КНР Си Цзиньпином.